# 九份金山岩
九份金山岩，是位於臺灣新北市瑞芳區九份大竿林地區的小型廟宇，為依附於岩壁之上的觀音寺，由在地住民於1917年闢建開鑿。

## 沿革
金山岩位於九份老街商店街「暗街仔」基山街後段，日治時期大正6年（1917年）當地人士王永圃為叩謝神恩請人在老街和九份國小下方小徑交會處的岩壁內雕製、供奉觀世音菩薩及善才龍女聖像，昭和2年（1927年）信眾李國整修石部，隨後每逢農曆六月十九觀世音菩薩得道日皆依例舉行酬神慶典。
1967年，在地庄頭耆老共同倡議募款修建廟宇正身。1973年，曾任集賢里里長的白木章向政府申請寺廟登記並出任首屆管理人。1978年加建右廂房後逐步整建為今貌。2012年，金山岩總幹事唐羽寬迎奉一尊月下老人入廟供奉，同時結合附近販賣「試金石」的店家，成為情侶熱門祈福聖地。

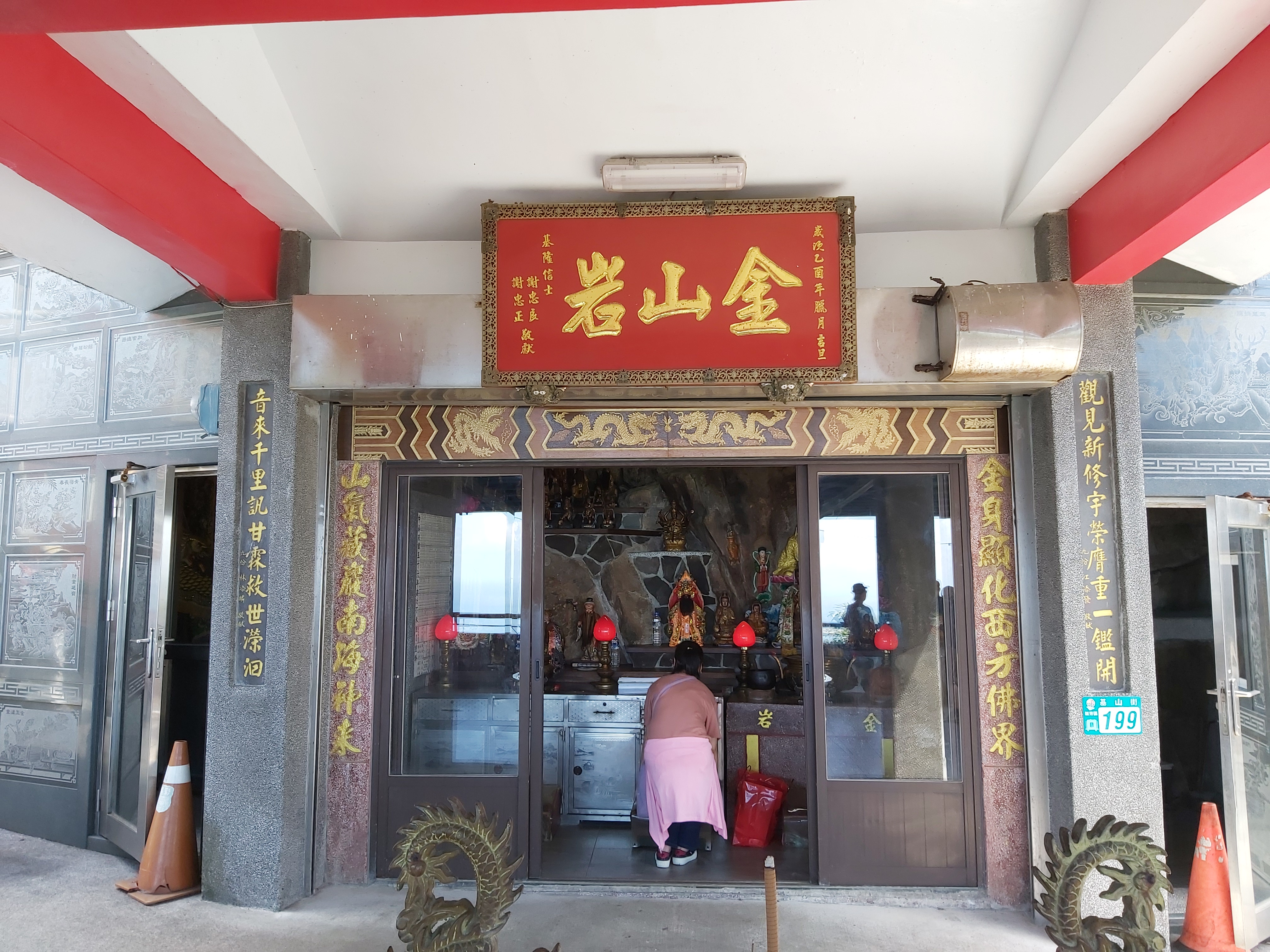
金山岩外觀
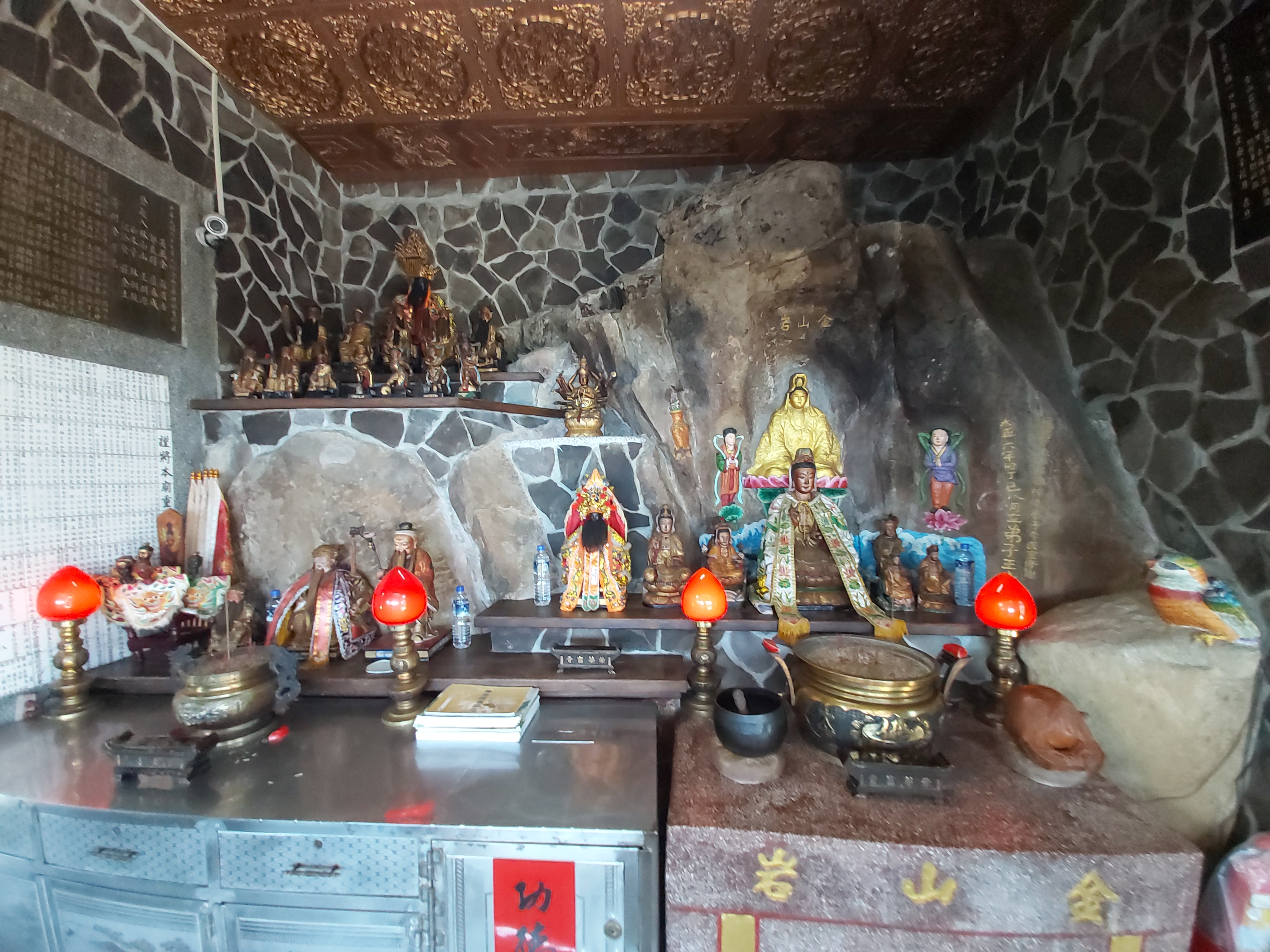
金山岩內部一景
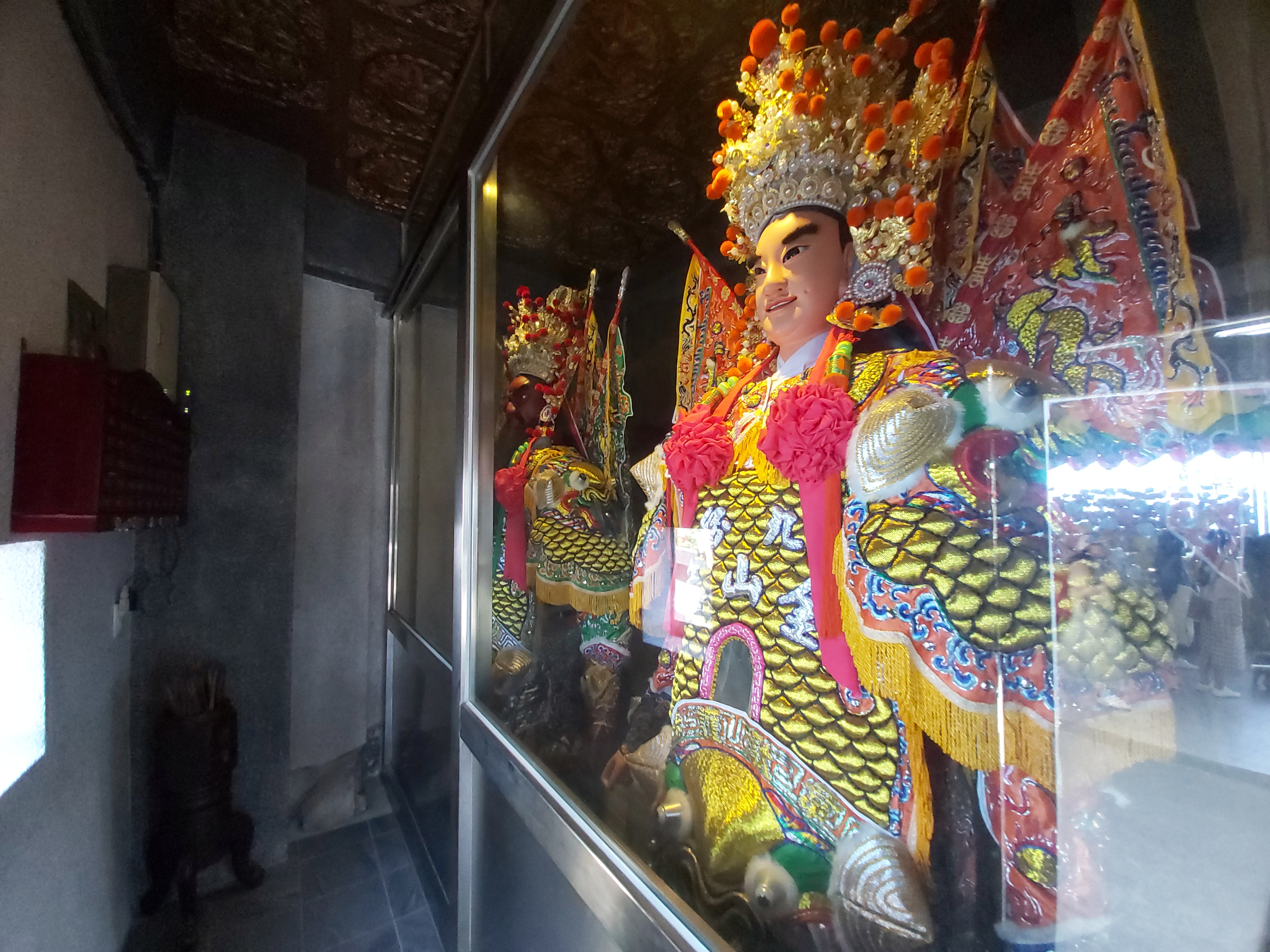
韋馱、伽藍神將

## 建築
廟宇結構依附於巨大山壁，興建於岩盤之上，為就地取材依山而建，外牆貼以紅色磁磚、廟柱採用佛寺慣用的黃色系設計。

## 廟埕
金山岩廟埕居高臨下，為免費的公共觀景場地，設有數部投幣式望遠鏡供遊客遠眺外海與基隆山，為當地觀景絕佳地點。2011年4月，投幣式望遠鏡發生竊案。

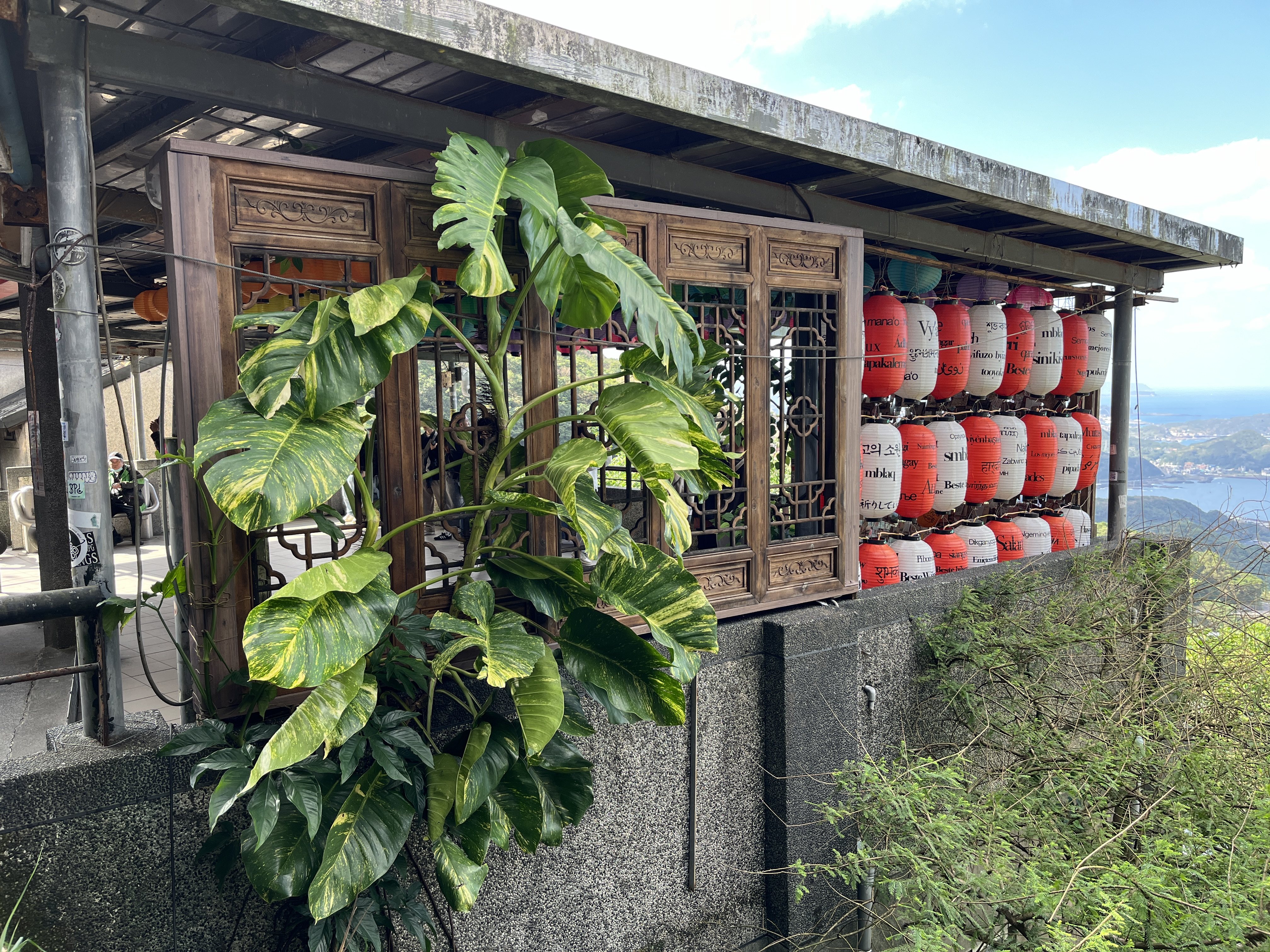
基山街觀景台
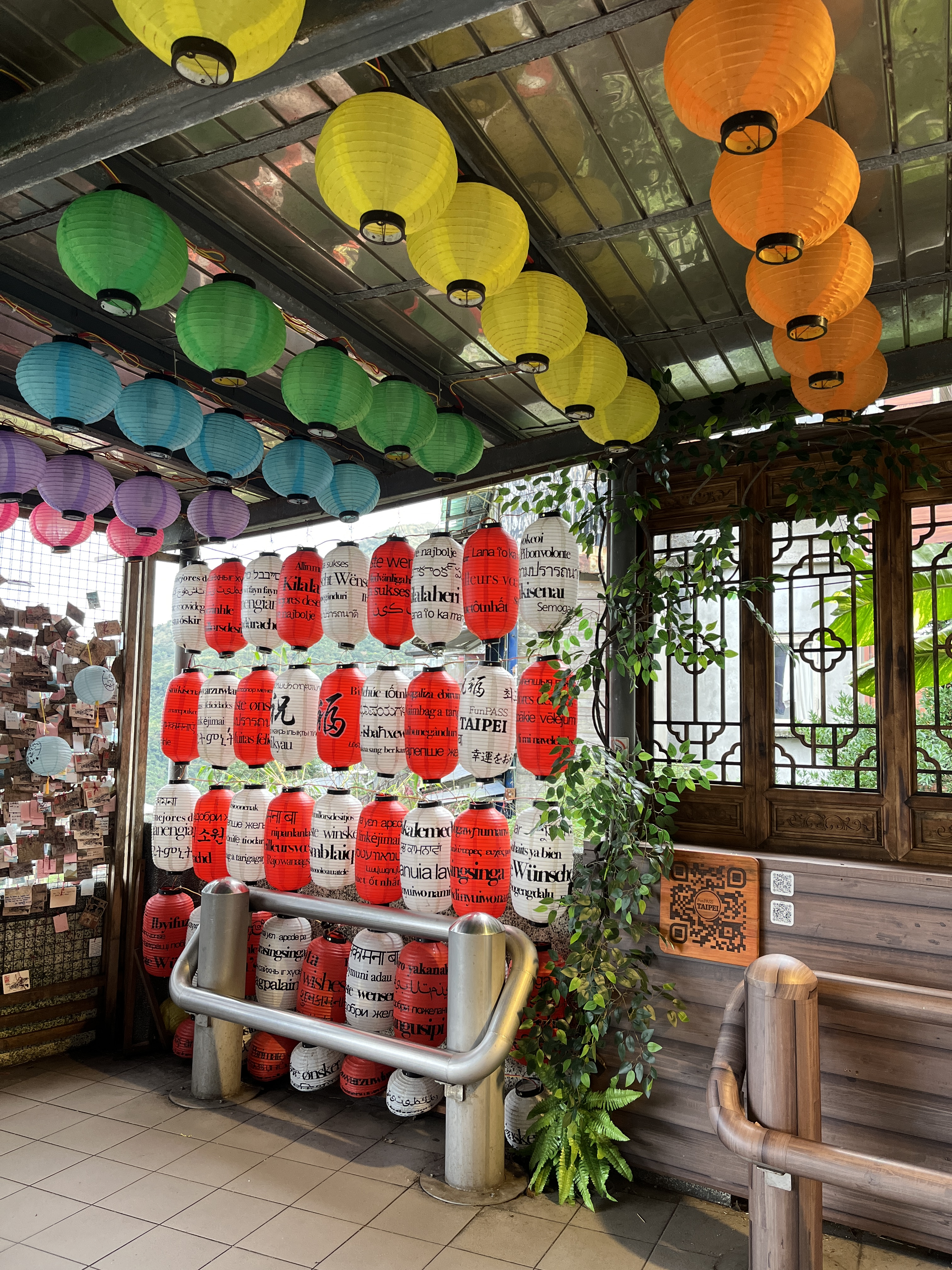
燈籠
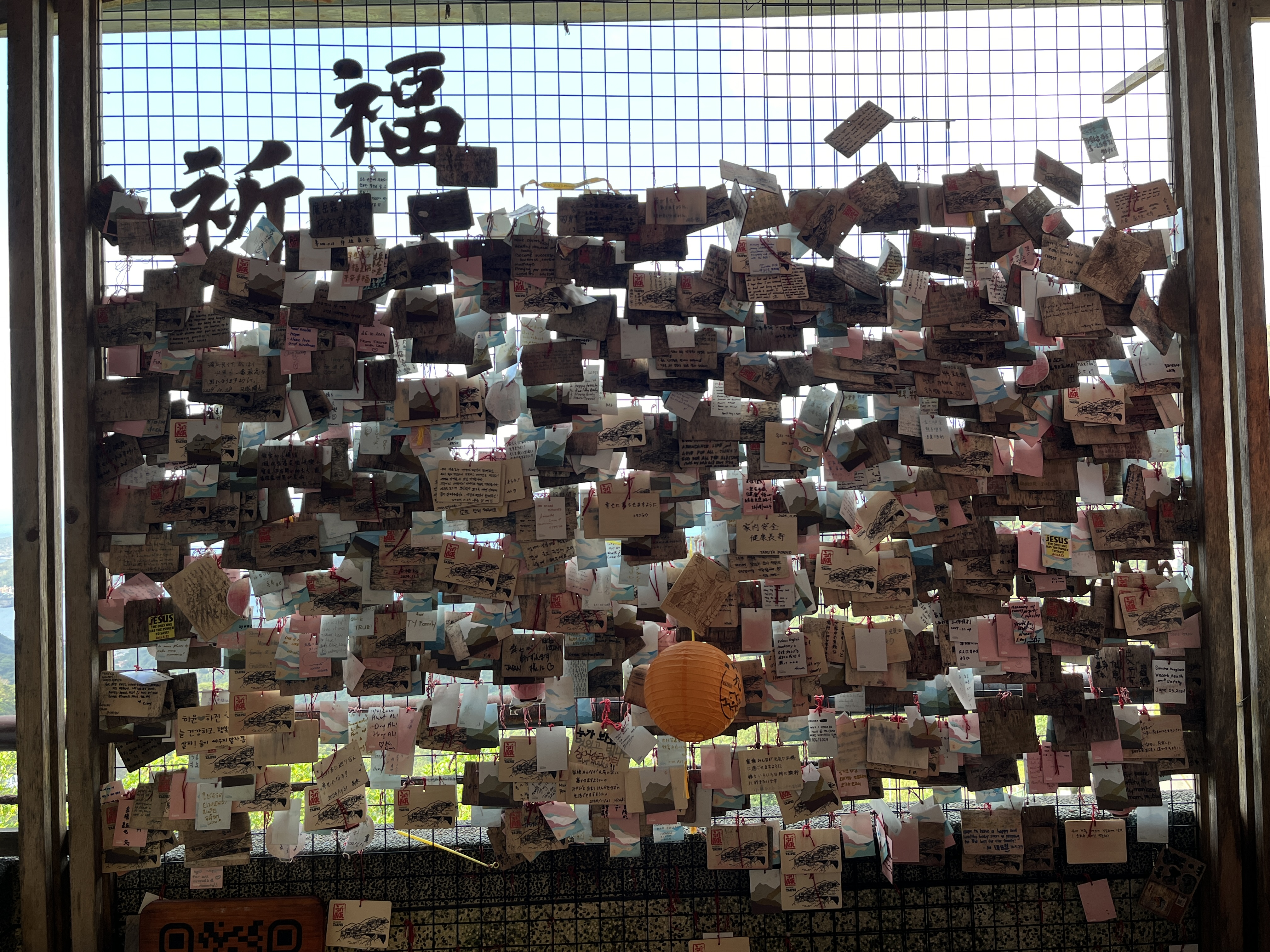
祈福牆

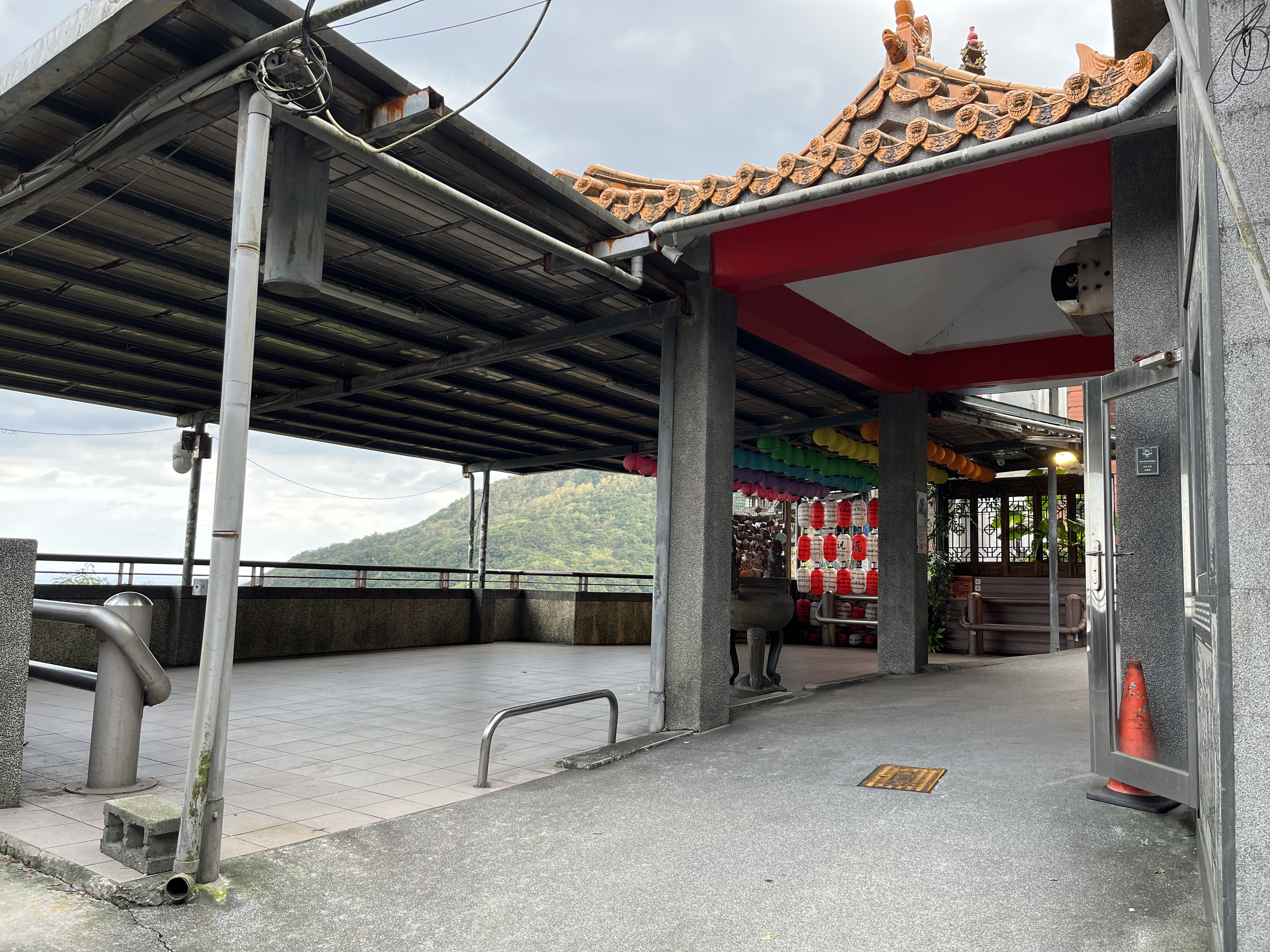
廟埕
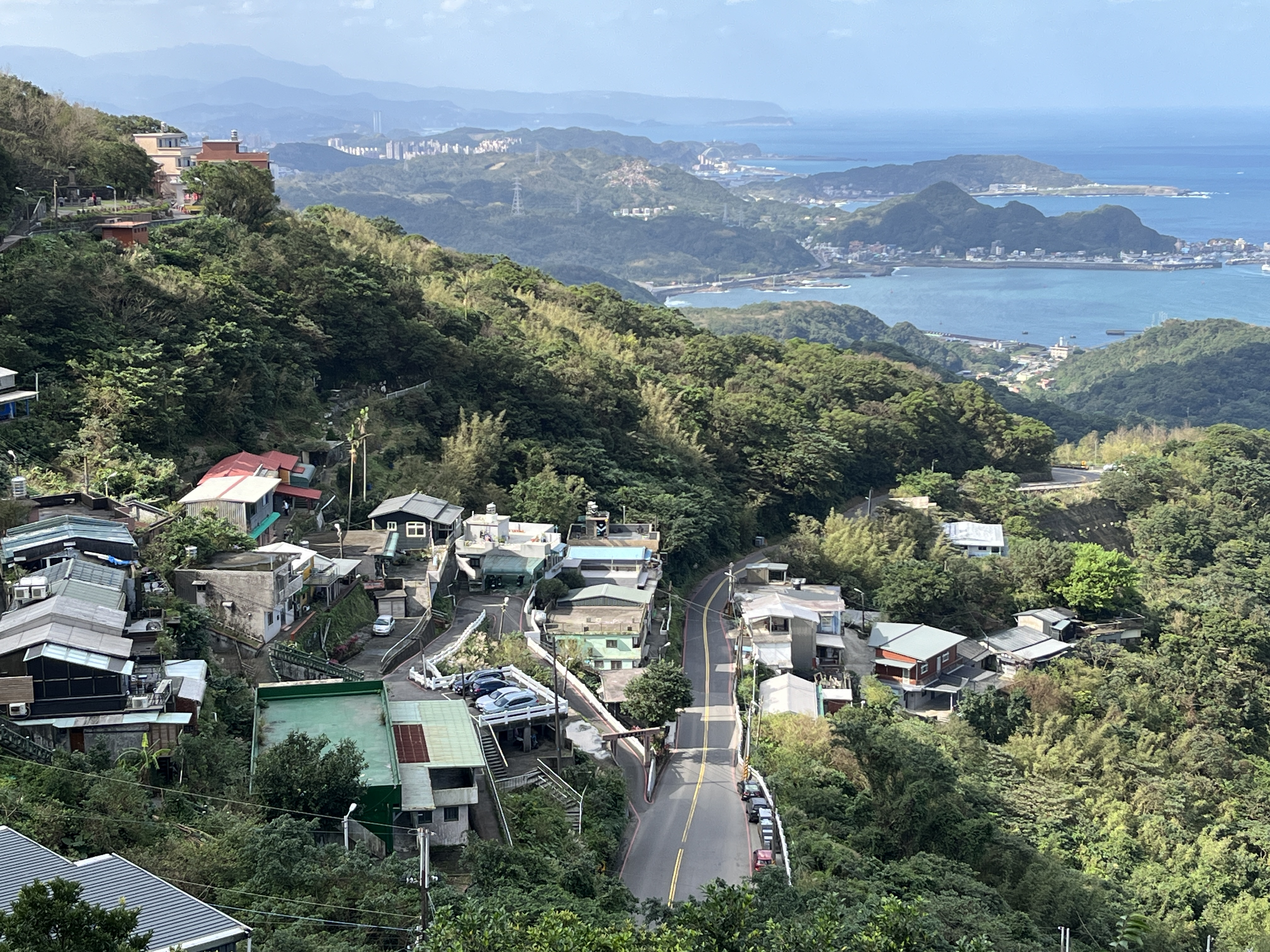
海景
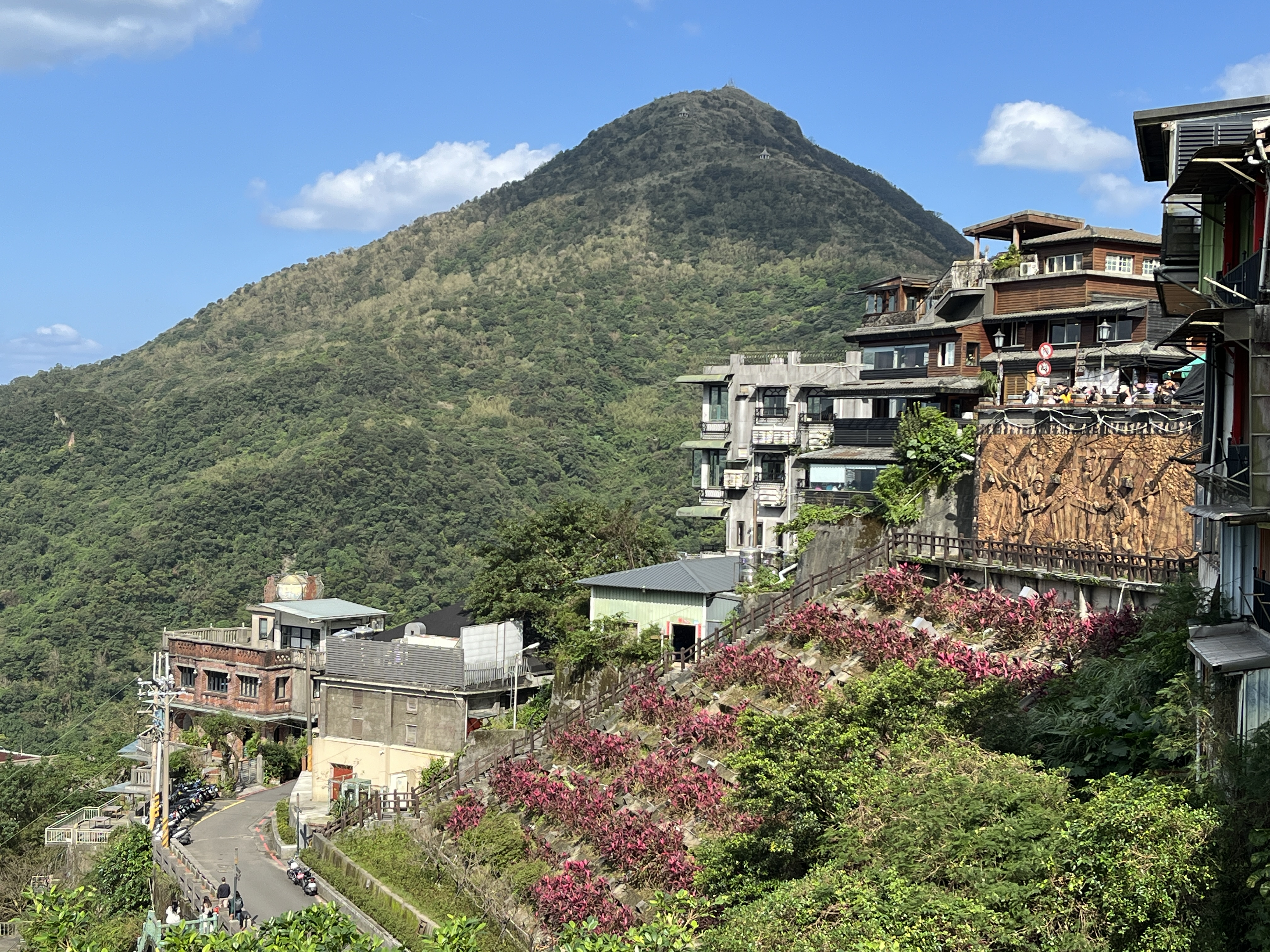
山景